# Giangiacomo Feltrinelli
Giangiacomo Feltrinelli, codinome Osvaldo (Milão, 19 de junho de 1926 - Segrate, 14 de março de 1972), foi um editor e ativista político italiano.
Fundador da renomada editora italiana Feltrinelli, foi também o criador, em 1970, dos GAP (Gruppi d'Azione Partigiana), uma das primeiras organizações armadas de esquerda dos chamados anos de chumbo.

## Biografia
Filho de uma das mais ricas família italianas seu pai, Carlo Feltrinelli, industrial e financista, era presidente de várias empresas. A mãe era filha de um banqueiro. O menino estudava com preceptores, em casa.
Após a morte do pai, em 1935, a mãe, Gianna Elisa Gianzana Feltrinelli, casa-se em 1940 com o jornalista e correspondente de guerra do Corriere della Sera Luigi Barzini.
Durante a guerra, a famiglia deixa a Villa Feltrinelli de Gargnano, ao norte de Salò, que será a residência de Benito Mussolini, e se retira na villa "La Cacciarella" no Argentario, ali permanecendo a partir do verão de 1942 até a primavera de 1944. Nesse ano, Giangiacomo decide inscrever-se no Comitê de Libertação Nacional, e começa a participar ativamente da luta antifascista. No mesmo ano, lê, por acaso, o Manifesto Comunista.
Em 1945, Feltrinelli aderiu ao Partido comunista, o qual apoiou inclusive financeiramente.
Em 1948, na Europa devastada pela guerra, começou a recolher documentos sobre a história do movimento operário e sobre a história das ideias desde o Iluminismo, lançando assim as bases da Biblioteca Feltrinelli, em Milão, que posteriormente tornar-se-á uma fundação.

## A editora
No fim de 1954 fundou a Giangiacomo Feltrinelli Editore. O primeiro livro lançado pela editora foi a autobiografia do então primeiro-ministro indiano Nehru.
Em 1957, publica Doutor Jivago, que Boris Pasternak havia concluído em 1955, e Il gattopardo, de Giuseppe Tomasi di Lampedusa.
O editor milanês comprara os direitos do romance de Pasternak em 1956, em Berlim, e confiara a tradução em italiano a Pietro Zveteremich. O livro foi publicado em 23 de novembro de 1957 e três anos depois, em abril de 1960, alcançou a marca de 150 000 exemplares vendidos. Doutor Jivago daria a Pasternak o Prêmio Nobel de Literatura em 1958.
Na Itália, o Partido Comunista, apoiado pelo governo da União Soviética, conduz uma forte campanha difamatória contra o livro. O PCI decide também cassar a filiação de Feltrinelli.
Em 14 de julho de 1958, Feltrinelli conhece a alemã Inge Schoenthal, sua futura mulher.
Em 1964 visita Cuba e conhece Fidel Castro, com quem manterá uma longa amizade.
Em 1967 Feltrinelli chega à Bolívia e encontra Régis Debray, que à época ali vivia na clandestinidade. O editor é preso após a intervenção dos serviços secretos americanos, durante as operações de combate à guerrilha que levaram à captura de Che Guevara. Fidel Castro confia-lhe a obra de Che Guevara, Diário na Bolivia, que será um dos  best-sellers da editora.
Feltrinelli também apoiou o movimento separatista sardo. Pretendia fazer da Sardenha a "Cuba do Mediterrâneo".

## Atividades clandestinas
Em 12 de dezembro de 1969, quando se encontrava em um refúgio de montanha, ouviu pelo rádio a notícia do atentado da Piazza Fontana e decide retornar a Milão. Já nessa época, Feltrinelli temia um golpe de estado de direita e financiava os primeiros grupos de extrema esquerda. Após o atentado, suspeitou que policiais à paisana estivessem rondando a sede da editora, e que pudessem ser plantadas provas contra ele. Decide então passar à clandestinidade.
Em carta enviada ao staff da editora e numa entrevista concedida à revista Compagni explicou sua decisão, adiantando que, por trás dos atentados (forma várias bombas, em diversos pontos da Itália), não estavam os anarquistas, como todos (inclusive o PCI) suspeitavam, mas o Estado e a estratégia da tensão.
Em 1970 Feltrinelli fundou os GAP (Gruppi d'Azione Partigiana), organização paramilitar que, como outros, acreditava que Togliatti tivesse enganado os partigiani, antes prometendo a revolução, e depois, em 22 de junho 1946 bloqueando a revolução comunista na Itália.
Mesmo tendo divergências em relação ao Partido Comunista, Feltrinelli não se distanciou da URSS por considerar que, apesar de tudo a URSS era a única esperança para o sucesso da revolução no mundo.

## Morte
Giangiacomo Feltrinelli morreu em 1972, aos 45 anos. Há várias hipóteses sobre as circunstâncias da sua morte. Seu corpo foi destroçado por uma explosão. Segundo alguns, ele estaria preparando um ato de sabotagem ao pé de uma torre de alta tensão em Segrate, perto de Milão. Outros acreditam que sua morte tenha sido obra da CIA e dos serviços secretos italianos. A tese de homicídio foi sustentada por um manifesto assinado por Camilla Cederna e outros. O texto começava com a afirmação "Giangiacomo Feltrinelli foi assassinado", o que, no entanto, foi desmentido pela investigação do ministério público. Em 1979, no processo contra os ex-membros dos Gap (que confluíram para as Brigadas Vermelhas), os acusados (entre os quais Renato Curcio e Augusto Viel) emitiram um comunicado no qual declaravam que: "'Osvaldo" não é uma vítima mas um revolucionário que caiu em combate" confirmando a tese de acidente durante a preparação do atentado.
Feltrinelli (codinome: "Osvaldo") tinha chegado a Segrate, com dois companheiros, C.F. e Gunter (pseudônimo), num furgão adaptado como motocasa com o qual se deslocava quando estava na Itália.